# Tam Nhai hội quán
Tam Nhai hội quán (tiếng Trung: 三街會館) còn được gọi là Đền thờ Quan Đế là một đền thờ nằm gần quảng trường Senado ở Sé, Ma Cao, Trung Quốc.
Tên của nó là viết theo Anh ngữ của Quan Vũ, một nhân vật nổi tiếng thời Tam Quốc ở Trung Quốc, hiện được tôn vinh và thờ phụng trong Đạo giáo , Nho giáo và Phật giáo Trung Quốc. Đền thờ này được xây dựng từ năm 1750 và hiện là một phần của Di sản thế giới "Khu lịch sử Ma Cao" được UNESCO công nhận từ năm 2005.